# Stanisław Albin Kowalski
Stanisław Albin Kowalski  (ur. 31 marca 1892 w Zaosiu, zm. 22 lutego 1958 w Opocznie) – polski nauczyciel, pedagog, pionier i prekursor szkolnictwa średniego na Ziemi Opoczyńskiej.

## Życiorys
Stanisław Albin Kowalski urodził się 31 marca 1892 r. w Zaosiu w rodzinie Władysława i Julii z Gralewskich Kowalskich. W 1893 r. rodzina przeniosła się do Opoczna i zamieszkała w kamienicy przy ul. Rzecznej (obecnie Stanisława Kowalskiego). 
W wieku 9 lat młody Stanisław rozpoczął naukę w Warszawie – najpierw w szkole realnej, a następnie w Szkole Handlowej Artura Jeżewskiego. Po zdaniu matury w 1909 r. rozpoczął naukę na Uniwersytecie w Liège w Belgii, gdzie studiował matematykę i nauki techniczne. W 1914 r. uzyskał dyplom kandydata inżynierii oraz sztuk i rzemiosł. Ponieważ przebywał za granicą jako obywatel Rosji, po wybuchu I wojny światowej i wkroczeniu Niemców do Belgii został aresztowany. Przebywał kolejno w obozach jenieckich w Münster, Calle i Holtzminden. Po zwolnieniu z obozu za protekcją hrabiostwa Łąckich z Poznańskiego został guwernerem dzieci hrabiego Łąckiego, a następnie uczył dzieci hrabiny Dembińskiej w Przysusze.
1 września 1917 r. rozpoczął pracę jako nauczyciel matematyki i języka francuskiego w Progimnazjum w Przysusze. Już po roku został dyrektorem tej szkoły i kierował nią przez 5 lat. W latach 1923–1939 pracował najpierw jako nauczyciel matematyki w Gimnazjum Żeńskim Towarzystwa „Oświata” w Zduńskiej Woli, a następnie w Radomsku – w Gimnazjum Żeńskim Jadwigi Chomiczówny (1928–1932), Gimnazjum Męskim Stanisława Niemca (1932–1933) oraz Gimnazjum i Liceum im. Feliksa Fabianiego (1933–1939). W międzyczasie, w 1931 r., uzyskał dyplom nauczyciela szkół średnich. 
Czas II wojny światowej Stanisław Albin Kowalski spędził w Opocznie, gdzie prowadził tajne komplety z zakresu gimnazjum i liceum ogólnokształcącego. Natychmiast po zakończeniu działań wojennych, w styczniu 1945 r., zaczął zabiegać o otwarcie w Opocznie szkoły średniej. Jego starania zakończyły się sukcesem i już 1 lutego 1945 r. powstała w Opocznie pierwsza pełna szkoła średnia o nazwie Państwowe Koedukacyjne Gimnazjum i Liceum im. Stefana Żeromskiego. Nauka w nowej szkole rozpoczęła się już od marca 1945 r. Dyrektorem został Stanisław Albin Kowalski, pełniąc również obowiązki nauczyciela matematyki i fizyki, a kadra nauczycielska liczyła 12 profesorów. Największym problemem okazały się warunki lokalowe nowej placówki. Dopiero po dwóch latach szkoła przeniosła się do dużego budynku przy ulicy Szewskiej. Oprócz pełnienia obowiązków dyrektora szkoły w 1947 r. Stanisław Kowalski zorganizował kursy gimnazjalne i licealne dla dorosłych, a rok później z jego inicjatywy powstało Liceum Ceramiczne. Postulował też zorganizowanie w Opocznie Technikum Rolniczego. Jego plany przerwało jednak odwołanie go ze stanowiska dyrektora szkoły 13 września 1949 r. Bezpośrednią przyczyną dymisji były zdarzające się aresztowania uczniów opoczyńskiego liceum przez Urząd Bezpieczeństwa. Od tej chwili pełnił jedynie obowiązki nauczyciela matematyki i fizyki. 
Stanisław Albin Kowalski nie założył własnej rodziny. Wychowywał córkę chrzestną i utrzymywał swoją siostrę. Nie zależało mu na dobrach materialnych i ostatnie lata życia spędził w niedostatku. Zmarł po długiej chorobie 22 lutego 1958 r. w Opocznie. Został pochowany na cmentarzu parafialnym, w rodzinnym grobowcu obok kościółka św. Marii Magdaleny przy ul. Moniuszki w Opocznie. 

## Odznaczenia
- Krzyż Kawalerski Orderu Odrodzenia Polski

## Upamiętnienie

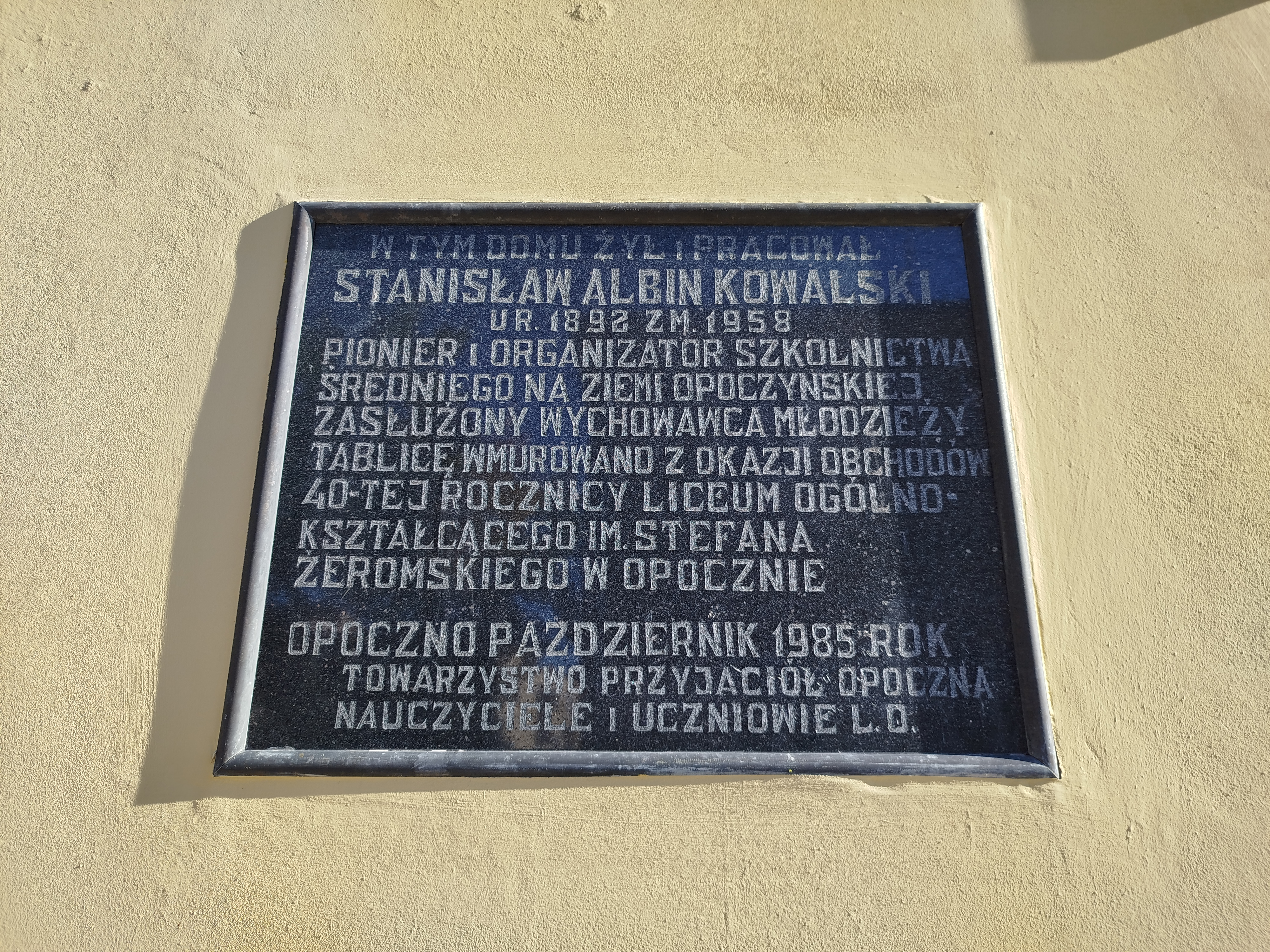
Tablica pamiątkowa ku czci Stanisława Albina Kowalskiego na ścianie budynku, w którym mieszkał.

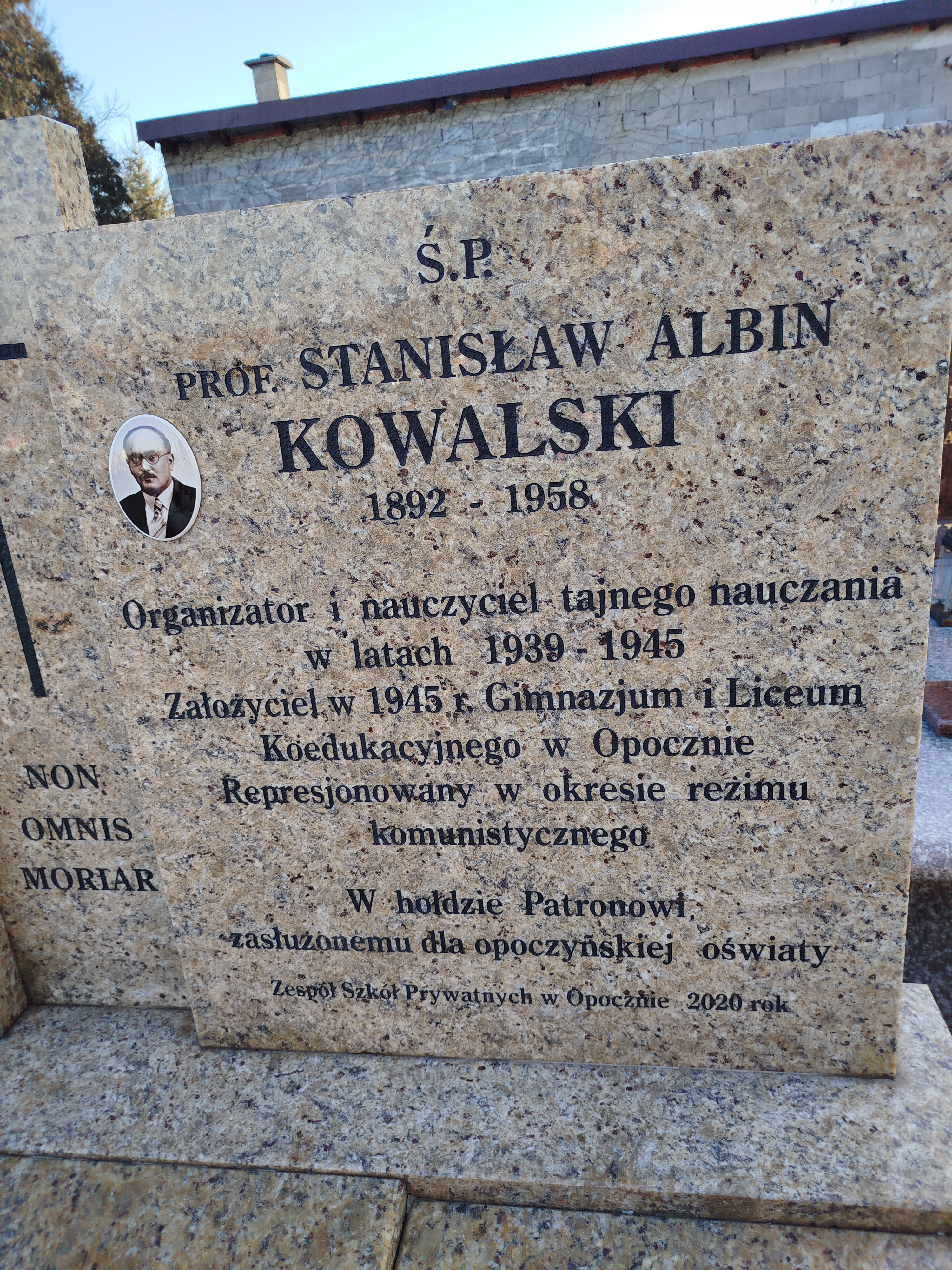
Nagrobek Stanisława Albina Kowalskiego na cmentarzu w Opocznie

- 9 lutego 1984 r. zmieniono nazwę ulicy Rzecznej w Opocznie na ulicę Stanisława Kowalskiego.
- 26 października 1985 r. podczas uroczystości 40-lecia istnienia opoczyńskiego liceum na domu rodzinnym dyrektora Kowalskiego wmurowano tablicę pamiątkową ku jego czci.
- 10 lutego 2006 r. Zespół Szkół Prywatnych w Opocznie przyjął imię prof. Stanisława Albina Kowalskiego[9].